# Gentoo (Dateimanager)
gentoo ist ein unter der GPL frei lizenzierter Dateimanager für Linux und Unix-Systeme.
Er wurde 1998 von Emil Brink in ANSI C programmiert und basiert auf der GTK-Grafikbibliothek; die erste veröffentlichte Version (0.9.0) erschien im September 1998. Das Design ist mit seiner zweispaltigen Verzeichnisansicht ursprünglich dem Directory Opus für Amiga nachgebildet und erinnert an den Norton Commander für Windows.
gentoo verfügt über eine leistungsfähige aber dennoch „schlanke“ GUI-Oberfläche, die wenige Speicher- und Prozessor-Ressourcen belegt, so sind beispielsweise sämtliche Knöpfe nur mit Text beschriftet. Das Programm ist vollständig über die grafische Benutzeroberfläche konfigurierbar, die untere Knopfleiste kann dabei mit gängigen Kommandozeilen-Programmen wie zum Beispiel tar, gzip oder chmod belegt werden.
Der Dateimanager hat mit der Linux-Distribution Gentoo nur den Namen gemein, beide gehen zurück auf den Eselspinguin, englisch: gentoo penguin.